# Bruine mangoest
De bruine mangoest (Salanoia concolor) is een roofdier uit de familie van madagaskarcivetkatten (Eupleridae). Ze leven alleen op Madagaskar. Het was, tot de ontdekking van Salanoia durrelli in 2010, de enige soort van het geslacht Salanoia. Ze worden bedreigd door het verdwijnen van hun habitat.